# Шакулова, Сара Касимовна
Сара́ Каси́мовна (Касимха́новна) Шаку́лова (27 июля 1887 — 5 сентября 1964) — ученый-математик, механик, профессор, педагог, инспектор отдела национальных школ Народного комиссариата просвещения РСФСР (1923—1937). Первая татарская женщина математик.

## Биография
Родилась 27 июля 1887 г., в семье почетного гражданина города Касимов Рязанской губернии Касимхана Хусаиновича Шакулова.
С 7 лет обучалась в одном из первых татарских женских новометодных мектебов села Торбаево, а с 1897 по 1905 года обучалась в Касимовской Женской гимназии, которую окончила с отличием.
Окончила курсы Петра Францевича Лесгафта в Санкт-Петербурге по специальности «физическая культура».
С сентября 1909 по март 1913 гг. — получает высшее образование в физико-математическом отделении Парижского университета (Сорбонна).
25 октября 1912 года получает свидетельство по специальности «подготовительная математика в изучении физических наук», 26 июня 1912-го — по рациональной (теоретической) механике и 29 октября 1912 года — по экспериментальной и физической механике. На основании этих свидетельств, 10 марта 1913-го был подписан диплом о присуждении Саре Шакуловой ученого звания профессора механики.
Для того, чтобы иметь возможность вести преподавательскую деятельность в Российской империи, она должна была подтвердить свои знания вновь сдав экзамены. Таким образом, 23 июня 1915 года она получает диплом II степени физико-математического факультета Московского университета. В связи с этим событием один из её друзей, французский писатель, журналист, Пьер Дальгейм подарил ей нагрудный значок выпускника Московского университета, сделанный по его специальному заказу в знаменитой фирме Фаберже.
С 1915 г. преподавала математику в реальном училище города Зарайск Рязанской губернии, вместо отправившегося на фронт учителя.
С лета 1916 г. она работает преподавателем геометрии в учебных заведениях города Казани — казанском городском женском коммерческом училище Эккерта, женской татарской гимназии Ф. А. Аитовой, школе Л. Хусаиновой.
В апреле 1917 г. участвовала во Всероссийском мусульманском женском съезде в Казани.
С 1919—1923 гг. работала заместителем наркома просвещения и заведующей главного управления профессионально-технического образования Башкирской АССР. Принимала активное участие в организации сельскохозяйственных и педагогических техникумов, татарских и башкирских общеобразовательных школ, в ликвидации неграмотности.
В 1923—1937 гг. инспектор отдела национальных школ Наркомата просвещения РСФСР, работала под руководством Надеждой Крупской. Одновременно, в 1925—1937 гг., организовала татарскую государственную среднюю школу в Москве. Занималась созданием учебников по математике на татарском языке.
В 1938—1963 гг. преподавала в технических вузах Москвы.
Умерла в 1964 году и похоронена на Даниловском мусульманском кладбище в Москве.